# Crosslauf-Europameisterschaften 2008
Die 15. Crosslauf-Europameisterschaften der EAA fanden am 14. Dezember 2008 in Brüssel (Belgien) statt.
Veranstaltungsort war der Laken-Park, in dem eine 1000 m lange und eine 1500 m lange Schleife eingerichtet worden waren. Die Männer bewältigten eine kleine und sechs große Runden (10 km), die Frauen und U23-Männer zwei kleine und vier große Runden (8 km), die U23-Frauen und die Junioren vier kleine Runden (6 km) und die Juniorinnen eine kleine und zwei große Runden (4 km).

## Ergebnisse

### Männer

#### Einzelwertung
| Platz | Athlet            | Land | Zeit (min) |
| ----- | ----------------- | ---- | ---------- |
| 1     | Serhij Lebid      | UKR  | 30:49      |
| 2     | Mohammed Farah    | GBR  | 30:57      |
| 3     | Mustafa Mohamed   | SWE  | 31:13      |
| 4     | Ayad Lamdassem    | ESP  | 31:17      |
| 5     | Pieter Desmet     | BEL  | 31:19      |
| 6     | Bouabdellah Tahri | FRA  | 31:21      |
| 7     | Alemayehu Bezabeh | ESP  | 31:23      |
| 8     | Rui Pedro Silva   | POR  | 31:26      |

Von 77 gemeldeten und gestarteten Athleten erreichten 75 das Ziel.
Teilnehmer aus deutschsprachigen Ländern:
- 17: Stéphane Joly (SUI), 31:46
- 33: Sebastian Hallmann (GER), 32:14
- 40: Florian Prüller (AUT), 32:21
- 43: Martin Pröll (AUT), 32:29
- 46: Steffen Uliczka (GER), 32:36
- 52: Ueli Koch (SUI), 32:46
- 54: Stephan Hohl (GER), 32:56
- 59: Jan Förster (GER), 33:11
- 60: Michael Schmid (AUT), 33:12
- 62: Martin Steinbauer (AUT), 33:17
- 67: Christoph Lohse (GER), 33:37
- 69: Pascal Groben (LUX), 33:39

#### Teamwertung
| Platz | Land und Athleten                                                               | Gesamtpunktzahl und Einzelplatzierung |
| ----- | ------------------------------------------------------------------------------- | ------------------------------------- |
| 1     | Spanien Ayad Lamdassem Alemayehu Bezabeh Sergio Sánchez Javier Guerra           | 39 04 07 13 15                        |
| 2     | Frankreich Bouabdellah Tahri Mokhtar Benhari Driss El Himer James Theury        | 49 06 11 14 18                        |
| 3     | Vereinigtes Königreich Mohammed Farah Frank Tickner Michael Skinner Lee Merrien | 54 02 10 20 22                        |

Insgesamt wurden zwölf Teams gewertet. Die deutsche Mannschaft belegte mit 192 Punkten den zehnten, die österreichische Mannschaft mit 205 Punkten den elften Platz.

### Frauen

#### Einzelwertung
| Platz | Athletin        | Land | Zeit (min) |
| ----- | --------------- | ---- | ---------- |
| 1     | Hilda Kibet     | NED  | 27:45      |
| 2     | Jéssica Augusto | POR  | 27:54      |
| 3     | Inês Monteiro   | POR  | 28:02      |
| 4     | Mary Cullen     | IRL  | 28:04      |
| 5     | Rosa Morató     | ESP  | 28:17      |
| 6     | Adrienne Herzog | NED  | 28:19      |
| 7     | Anália Rosa     | POR  | 28:25      |
| 8     | Hatti Dean      | GBR  | 28:30      |

Von 65 gemeldeten Athletinnen starteten 64 und erreichten 61 das Ziel.
Teilnehmerinnen aus deutschsprachigen Ländern und Regionen:
- 27: Silvia Weissteiner (ITA), 29:10
- 28: Susanne Hahn (GER), 29:14
- 40: Julia Viellehner (GER), 29:43
- 43: Birte Bultmann (GER), 29:57
- 54: Simret Restle (GER), 30:48

#### Teamwertung
| Platz | Land und Athletinnen                                                        | Gesamtpunktzahl und Einzelplatzierung |
| ----- | --------------------------------------------------------------------------- | ------------------------------------- |
| 1     | Portugal Jéssica Augusto Inês Monteiro Anália Rosa Ana Dulce Félix          | 29 02 03 07 17                        |
| 2     | Vereinigtes Königreich Hatti Dean Louise Damen Laura Kenney Hayley Yelling  | 49 08 09 13 19                        |
| 3     | Frankreich Sophie Duarte Christelle Daunay Christine Bardelle Maria Martins | 78 15 18 20 25                        |

Insgesamt wurden elf Teams gewertet. Die deutsche Mannschaft belegte mit 165 Punkten den zehnten Platz.

### U23-Männer

#### Einzelwertung
| Platz | Athlet        | Land | Zeit (min) |
| ----- | ------------- | ---- | ---------- |
| 1     | Andrea Lalli  | ITA  | 24:56      |
| 2     | Andrew Vernon | GBR  | 25:04      |
| 3     | Selim Bayrak  | TUR  | 25:17      |

Von 85 gemeldeten und gestarteten Athleten erreichten 80 das Ziel.
Teilnehmer aus deutschsprachigen Ländern:
- 36: Fynn Schwiegelshohn (GER), 26:10
- 38: Alexandre Roch (SUI), 26:19
- 48: Christian Steinhammer (AUT), 26:30
- 54: Valentin Pfeil (AUT), 26:43
- 58: Arthur Lenz (GER), 26:47
- 62: Thorsten Baumeister (GER), 26:59
- 66: Marcus Schöfisch (GER), 27:16
- 73: Dominik Zierler (AUT), 28:03
- DNF: Felix Kernbichler (AUT)

#### Teamwertung
| Platz | Land und Athleten                                                           | Gesamtpunktzahl und Einzelplatzierung |
| ----- | --------------------------------------------------------------------------- | ------------------------------------- |
| 1     | Vereinigtes Königreich Andrew Vernon Ben Lindsay John Beattie Keith Gerrard | 19 02 04 06 07                        |
| 2     | Italien Andrea Lalli Martin Dematteis Bernard Dematteis Simone Gariboldi    | 42 01 09 15 17                        |
| 3     | Frankreich Benjamin Malaty Mourad Amdouni Denis Mayaud Pierrot Pantel       | 62 05 08 18 31                        |

Insgesamt wurden 13 Teams gewertet. Die deutsche Mannschaft kam mit 222 Punkten auf den elften Platz.

### U23-Frauen

#### Einzelwertung
| Platz | Athletin         | Land | Zeit (min) |
| ----- | ---------------- | ---- | ---------- |
| 1     | Susan Kuijken    | NED  | 21:02      |
| 2     | Sarah Tunstall   | GBR  | 21:10      |
| 3     | Julija Sarudnewa | RUS  | 21:24      |

Von 66 gemeldeten und gestarteten Athletinnen erreichten 65 das Ziel.
Teilnehmerinnen aus deutschsprachigen Ländern:
- 6: Heike Bienstein (GER), 21:43
- 14: Ingalena Heuck (GER), 22:10
- 17: Julia Hiller (GER), 22:12
- 20: Katharina Becker (GER), 22:18
- 24: Astrid Leutert (SUI), 22:20
- 31: Carolin Lang (GER), 22:39

#### Teamwertung
| Platz | Land und Athletinnen                                                                 | Gesamtpunktzahl und Einzelplatzierung |
| ----- | ------------------------------------------------------------------------------------ | ------------------------------------- |
| 1     | Vereinigtes Königreich Sarah Tunstall Morag MacLarty Katherine Sparke Stacey Johnson | 24 02 04 07 11                        |
| 2     | Russland Julija Sarudnewa Tatjana Schutowa Natalja Putschkowa Natalja Wlassowa       | 44 03 08 15 18                        |
| 3     | Deutschland Heike Bienstein Ingalena Heuck Julia Hiller Katharina Becker             | 57 06 14 17 20                        |

Insgesamt wurden elf Teams gewertet.

### Junioren

#### Einzelwertung
| Platz | Athlet               | Land | Zeit (min) |
| ----- | -------------------- | ---- | ---------- |
| 1     | Florian Carvalho     | FRA  | 18:42      |
| 2     | Sondre Nordstad Moen | NOR  | 18:47      |
| 3     | Hassan Chahdi        | FRA  | 18:49      |

Von 94 gemeldeten und gestarteten Athleten erreichten 92 das Ziel.
Teilnehmer aus deutschsprachigen Ländern:
- 4: Alexander Hahn (GER), 18:55
- 9: Florian Orth (GER), 19:11
- 22: Maxime Zermatten (SUI), 19:26
- 31: Christoph Ryffel (SUI), 19:36
- 36: Stefan Hendtke (GER), 19:38
- 44: Timo Göhler (GER), 19:49
- 57: Kenneth Gerschler (GER), 20:00

#### Teamwertung
| Platz | Land und Athleten                                                               | Gesamtpunktzahl und Einzelplatzierung |
| ----- | ------------------------------------------------------------------------------- | ------------------------------------- |
| 1     | Frankreich Florian Carvalho Hassan Chahdi Simon Denissel Colin Guillard         | 50 01 03 21 25                        |
| 2     | Norwegen Sondre Nordstad Moen Sindre Buraas Lars Erik Malde Henrik Ingebrigtsen | 51 02 10 16 23                        |
| 3     | Vereinigtes Königreich David Forrester Ross Murray Mitch Goose Phillip Berntsen | 52 05 14 15 18                        |

Insgesamt wurden 16 Teams gewertet. Die deutsche Mannschaft kam mit 93 Punkten auf den sechsten Platz.

### Juniorinnen

#### Einzelwertung
| Platz | Athletin         | Land | Zeit (min) |
| ----- | ---------------- | ---- | ---------- |
| 1     | Stephanie Twell  | GBR  | 13:28      |
| 2     | Charlotte Purdue | GBR  | 13:39      |
| 3     | Lauren Howarth   | GBR  | 13:55      |

Von 81 gemeldeten und gestarteten Athletinnen erreichten 78 das Ziel.
Teilnehmerinnen aus deutschsprachigen Ländern:
- 19: Mira Glocker (GER), 14:21
- 20: Carolin Aehling (GER), 14:23
- 23: Corinna Harrer (GER), 14:27
- 27: Mareike Schrulle (GER), 14:34
- 28: Anna Hahner (GER), 14:35
- 30: Jana Sussmann (GER), 14:38
- 42: Jennifer Wenth (AUT), 14:53
- 49: Priska Auf Der Maur (SUI), 14:58
- 57: Tiffany Langel (SUI), 15:11
- 63: Céline Hauert (SUI), 15:16
- 73: Lisa-Maria Leutner (AUT), 15:35
- 74: Martina Tresch (SUI), 15:40

#### Teamwertung
| Platz | Land und Athletinnen                                                                 | Gesamtpunktzahl und Einzelplatzierung |
| ----- | ------------------------------------------------------------------------------------ | ------------------------------------- |
| 1     | Vereinigtes Königreich Stephanie Twell Charlotte Purdue Lauren Howarth Emily Pidgeon | 10 01 02 03 04                        |
| 2     | Ukraine Wiktorija Pohorelska Myroslawa Polischtschuk Olha Skrypak Ljudmyla Kowalenko | 58 10 14 16 18                        |
| 3     | Russland Jekaterina Gorbunowa Marina Gordejewa Jelena Korobkina Jelnara Latypowa     | 62 07 08 21 26                        |

Insgesamt wurden zwölf Teams gewertet. Die deutsche Mannschaft belegte mit 89 Punkten den fünften, die Schweizer Mannschaft mit 243 Punkten den zwölften Platz.